# Biorg Trinity
Biorg Trinity (バイオーグ・トリニティ, Baiōgu Toriniti) est un manga écrit par Ōtarō Maijō et dessiné par Oh! Great. Il fut pré-publié entre décembre 2012 et décembre 2017 dans le magazine Ultra Jump de l'éditeur Shūeisha, et compte un total de 14 tomes. La version française est éditée par Kazé depuis mars 2014, le dernier volume paraîtra en mars 2019.

## Synopsis
Fujii, lycéen en seconde, est amoureux de Enomoto Fumiho. Il vit dans un monde où « une maladie » rare touche les gens, le Bio Bug. Un jour, Fujii voit apparaître des trous en forme de cœurs sur ses mains. Que va-t-il lui arriver ? Réussira-t-il dans sa relation avec Enomoto Fumiho ?

## Liste des volumes
| no | Japonais         | Japonais          | Français          | Français          |
| no | Date de sortie   | ISBN              | Date de sortie    | ISBN              |
| --- | ---------------- | ----------------- | ----------------- | ----------------- |
| 1 | 19 avril 2013    | 978-4-08-879580-5 | 26 mars 2014      | 978-2-82031-667-7 |
| Couverture : FujiiListe des chapitres : - bug.1 - bug.2 - bug.3 - bug.4 - bug.5 |                  |                   |                   |                   |
| 2 | 19 août 2013     | 978-4-08-879635-2 | 28 mai 2014       | 978-2-82031-717-9 |
| Couverture : Imoto KiwakoListe des chapitres : - bug.6 - bug.7 - bug.8 - bug.9 - bug notes |                  |                   |                   |                   |
| 3 | 19 décembre 2013 | 978-4-08-879733-5 | 10 septembre 2014 | 978-2-82031-770-4 |
| Couverture : Hosaka ShôjiListe des chapitres : - bug.10 - bug.11 - bug.12 - bug.13 |                  |                   |                   |                   |
| 4 | 19 juin 2014     | 978-4-08-879786-1 | 17 décembre 2014  | 978-2-82031-904-3 |
| Couverture : Matsukage ChieriListe des chapitres : - bug.14 - bug.15 - bug.16 - bug.17 |                  |                   |                   |                   |
| 5 | 17 octobre 2014  | 978-4-08-890033-9 | 18 mars 2015      | 978-2-82031-999-9 |
| Couverture : FujiiListe des chapitres : - bug.18 - bug.19 - bug.20 - time machine record - bug.21 |                  |                   |                   |                   |
| 6 | 19 mars 2015     | 978-4-08-890122-0 | 26 août 2015      | 978-2-82032-169-5 |
| Couverture : BellwoodListe des chapitres : - bug.22 - bug.23 - bug.24 - bug.25 |                  |                   |                   |                   |
| 7 | 17 juillet 2015  | 978-4-08-890232-6 | 2 décembre 2015   | 978-2-82032-267-8 |
| Couverture : OuranosListe des chapitres : - bug.26 - bug.27 - bug.28 - bug.29 |                  |                   |                   |                   |
| 8 | 19 janvier 2016  | 978-4-08-890333-0 | 18 mai 2016       | 978-2-82032-457-3 |
| Couverture : Necro MariaListe des chapitres : - bug.30 - bug.31 - bug.32 - bug.33 |                  |                   |                   |                   |
| 9 | 17 juin 2016     | 978-4-08-890399-6 | 14 décembre 2016  | 978-2-82032-550-1 |
| Couverture : MarlboroListe des chapitres : - bug.34 - bug.35 - bug.36 - bug.37 |                  |                   |                   |                   |
| 10 | 19 octobre 2016  | 978-4-08-890524-2 | 19 avril 2017     | 978-2-82032-836-6 |
| Couverture : Numéro 4Liste des chapitres : - bug.38 - bug.39 - bug.40 - bug.41 - bug.42 |                  |                   |                   |                   |
| 11 | 17 février 2017  | 978-4-08-890597-6 | 27 septembre 2017 | 978-2-82032-906-6 |
| Couverture : Numéro 8Liste des chapitres : - bug.43 - bug.44 - bug.45 - bug.46 |                  |                   |                   |                   |
| 12 | 19 juin 2017     | 978-4-08-890690-4 | 23 mai 2018       | 978-2-82033-232-5 |
| Couverture : Enomoto FumihoListe des chapitres : - bug.47 - bug.48 - bug.49 - bug.50 |                  |                   |                   |                   |
| 13 | 19 décembre 2017 | 978-4-08-890767-3 | 24 octobre 2018   | 978-2-82033-286-8 |
| Couverture : DenebListe des chapitres : - bug.51 - bug.52 - bug.53 - bug.54 |                  |                   |                   |                   |
| 14 | 19 mars 2018     | 978-4-08-890886-1 | 27 mars 2019      |                   |
| Couverture : ?Liste des chapitres : - bug.55 - bug.56 - Une histoire de paumes (Vélo) (掌篇「自転車」, Shōhen (Jitensha)) - Les paumes qui écrivent (Vélo II) (書き下ろし掌篇「自転車II」, Kakioroshi shōhen (Jitensha)) - bug.57 |                  |                   |                   |                   |

### Édition japonaise
1. 1 2  Tome 1
2. 1 2  Tome 2
3. 1 2  Tome 3
4. 1 2  Tome 4
5. 1 2  Tome 5
6. 1 2  Tome 6
7. 1 2  Tome 7
8. 1 2  Tome 8
9. 1 2  Tome 9
10. 1 2  Tome 10
11. 1 2  Tome 11
12. 1 2  Tome 12
13. 1 2  Tome 13
14. 1 2  Tome 14

### Édition française
1. 1 2  Tome 1
2. 1 2  Tome 2
3. 1 2  Tome 3
4. 1 2  Tome 4
5. 1 2  Tome 5
6. 1 2  Tome 6
7. 1 2  Tome 7
8. 1 2  Tome 8
9. 1 2  Tome 9
10. 1 2  Tome 10
11. 1 2  Tome 11
12. 1 2  Tome 12
13. 1 2  Tome 13